# Мактоминей, Скотт
Скотт Фрэ́нсис Макто́миней (англ. Scott Francis McTominay; родился 8 декабря 1996, Ланкастер, Англия) — британский футболист, центральный полузащитник клуба итальянской Серии A «Наполи» и национальной сборной Шотландии. Участник двух чемпионатов Европы (2020 и 2024). Чемпион Италии и лучший игрок Серии А в сезоне 2024/25.

## Клубная карьера
Начал выступать в юношеской академии «Манчестер Юнайтед» с пятилетнего возраста, до этого посещая футбольную школу в Престоне вместе с Джо Райли. Примерно до 16 лет играл на позиции центрфорварда, где конкурировал с Маркусом Рашфордом, но затем под руководством главного тренера резервной команды «Юнайтед» Уоррена Джойса начал играть глубже, выступая в роли опорного полузащитника или полузащитника «от штрафной до штрафной». В июле 2013 года подписал свой первый профессиональный контракт.
Дебютировал в основном составе «Манчестер Юнайтед» 7 мая 2017 года в матче Премьер-лиги против «Арсенала», выйдя на замену Хуану Мате. 21 мая 2017 года дебютировал в стартовом составе «Юнайтед» в матче Премьер-лиги против «Кристал Пэлас».
20 октября 2017 года подписал с клубом новый контракт до 2021 года с опцией продления ещё на год. В июне 2020 года продлил свой контракт с клубом до 2025 года.
30 августа 2024 года перешёл в итальянский клуб «Наполи» за 30 млн евро.

## Карьера в сборной
Несмотря на то, что Мактоминей родился и вырос в Англии, его отец родом из Глазго, поэтому Скотт мог выступать как за сборную Англии, так и за сборную Шотландии. В начале марта 2018 года в прессе появилась информация о том, что Мактоминей принял решение выступать за сборную Шотландии. Его дебют за шотландскую сборную состоялся 23 марта 2018 года в матче против сборной Коста-Рики.
19 мая 2021 года был включён в официальную заявку сборной Шотландии для участия в матчах чемпионата Европы 2020 года, а также в товарищеских матчах против сборных Нидерландов и Люксембурга (2 и 6 июня 2021 года соответственно).
19 июня 2024 года Мактоминей забил свой первый гол на Евро-2024 в рамках континентального первенства. Он отличился на 13-й минуте в матче со сборной Швейцарией.

## Статистика выступлений
По состоянию на 23 мая 2025 года
| Клуб              | Сезон            | Лига | Лига | Кубок | Кубок | Кубок лиги | Кубок лиги | Еврокубки | Еврокубки | Прочие | Прочие | Итого | Итого |
| Клуб              | Сезон            | Игры | Голы | Игры  | Голы  | Игры       | Голы       | Игры      | Голы      | Игры   | Голы   | Игры  | Голы  |
| ----------------- | ---------------- | ---- | ---- | ----- | ----- | ---------- | ---------- | --------- | --------- | ------ | ------ | ----- | ----- |
| Манчестер Юнайтед | 2016/17          | 2    | 0    | 0     | 0     | 0          | 0          | 0         | 0         | 0      | 0      | 2     | 0     |
| Манчестер Юнайтед | 2017/18          | 13   | 0    | 3     | 0     | 3          | 0          | 4         | 0         | 0      | 0      | 23    | 0     |
| Манчестер Юнайтед | 2018/19          | 16   | 2    | 3     | 0     | 0          | 0          | 3         | 0         | —      | —      | 22    | 2     |
| Манчестер Юнайтед | 2019/20          | 27   | 4    | 2     | 0     | 1          | 0          | 7         | 1         | —      | —      | 37    | 5     |
| Манчестер Юнайтед | 2020/21          | 32   | 4    | 4     | 2     | 2          | 1          | 11        | 0         | —      | —      | 49    | 7     |
| Манчестер Юнайтед | 2021/22          | 30   | 1    | 2     | 1     | 0          | 0          | 5         | 0         | —      | —      | 37    | 2     |
| Манчестер Юнайтед | 2022/23          | 24   | 1    | 4     | 0     | 4          | 1          | 7         | 1         | —      | —      | 39    | 3     |
| Манчестер Юнайтед | 2023/24          | 32   | 7    | 6     | 2     | 0          | 0          | 5         | 1         | —      | —      | 43    | 10    |
| Манчестер Юнайтед | 2024/25          | 2    | 0    | —     | —     | —          | —          | —         | —         | 1      | 0      | 3     | 0     |
| Манчестер Юнайтед | Итого            | 178  | 19   | 24    | 5     | 10         | 2          | 42        | 3         | 1      | 0      | 255   | 29    |
| Наполи            | 2024/25          | 34   | 12   | 2     | 1     | —          | —          | —         | —         | —      | —      | 36    | 12    |
| Наполи            | Итого            | 34   | 12   | 2     | 1     | 0          | 0          | 0         | 0         | 0      | 0      | 36    | 12    |
| Всего за карьеру  | Всего за карьеру | 212  | 31   | 26    | 6     | 10         | 2          | 42        | 3         | 1      | 0      | 291   | 42    |

## Достижения

### Командные достижения
«Манчестер Юнайтед»
- Обладатель Кубка Англии: 2023/24[21]
- Обладатель Кубка Английской футбольной лиги: 2022/23

«Наполи»
- Чемпион Италии: 2024/25

### Личные достижения
- Член «команды сезона» Лиги Европы УЕФА: 2020/21[22]
- Игрок месяца Серии А: апрель 2025[23]
- Самый ценный игрок Серии А: 2024/25[24]
- Автор гола месяца Серии А: май 2025[25]